# 데릭 라이덜
데릭 라이댈(Derek Rydall, 영어 발음: /raɪˈdæl/, 1968년 4월 18일 ~ )은 미국의 배우, 각본가, 영화 제작자이다.

## 영화
- 베토벤스 빅 브레이크 (2008년)
- 파워레인저 와일드 포스 (2002년)
- 팝콘 (1991년)
- 나이트 비지터 (1990년)
- 오늘 밤 모든 것은 끝난다 (1989년)
- 무빙 타켓 (1988년)
- 데스 위시 4 (1987년)